# پی‌اس آدلاید
پی‌اس آدلاید (به انگلیسی: PS Adelaide) یک کشتی است. این کشتی در سال ۱۸۶۶ ساخته شد.